# Tarka varánusz

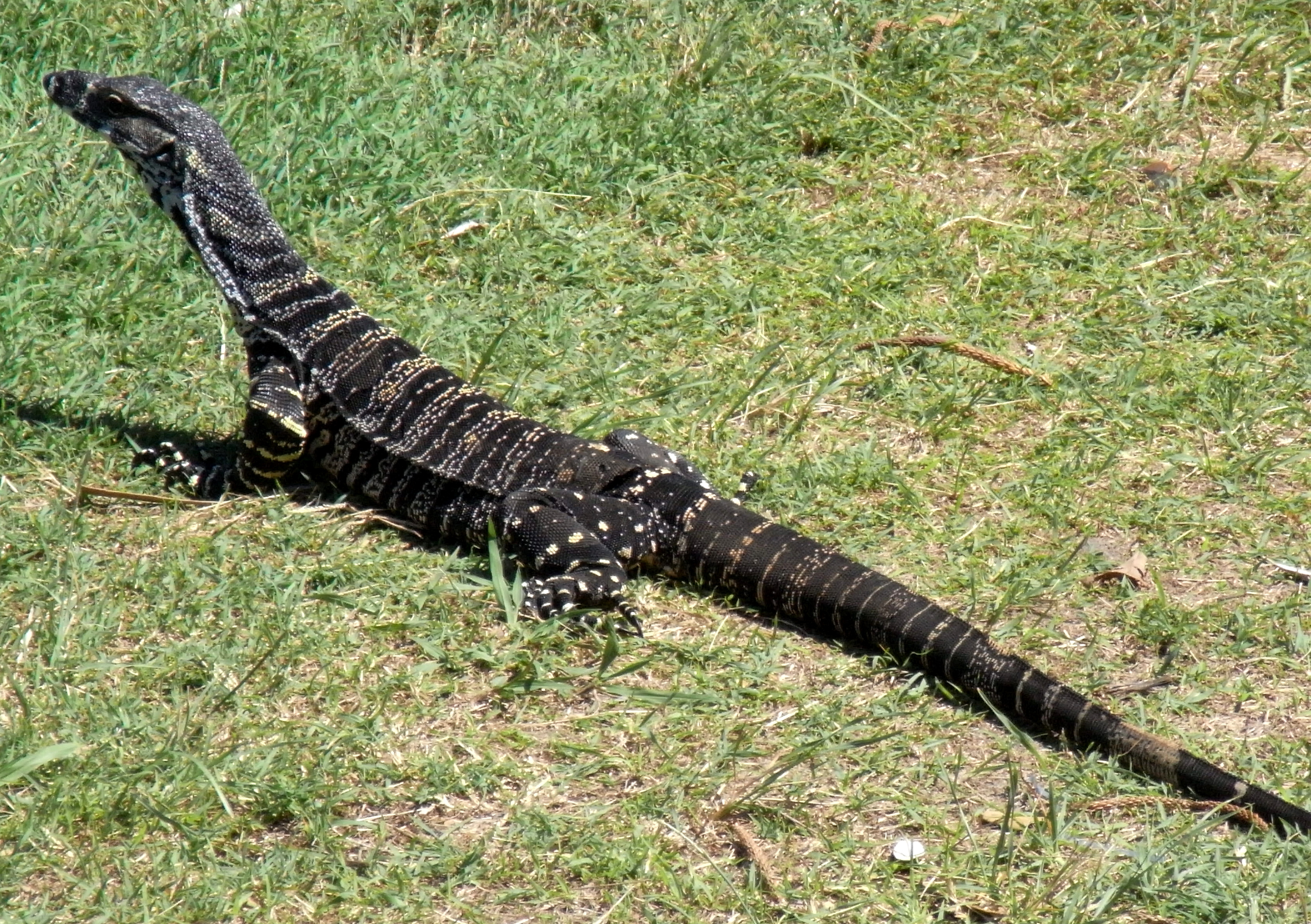

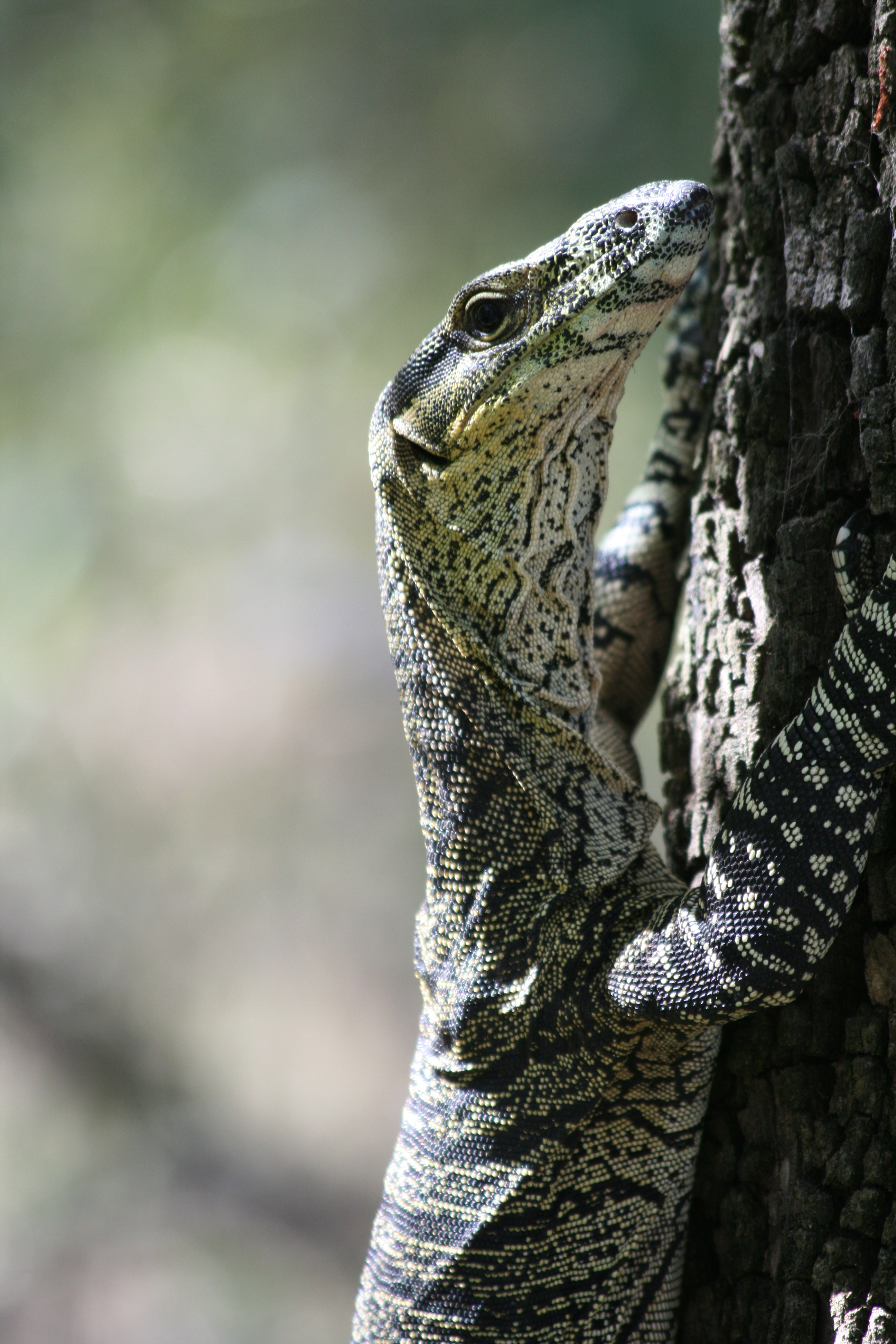

A tarka varánusz (Varanus varius) a pikkelyes hüllők rendjének (Squamata), gyíkok alrendjébe (Sauria) tartozó varánuszfélék családjának (Varanidae) egyik faja.

## Elterjedése, élőhelye
A tarka varánusz Ausztrália  keleti részének erdeiben és parti fennsíkjain él. Ideje nagy részét nagy méretű fákon tölti, élelemszerzés céljából azonban általában a talajszintre ereszkedik. Megzavarása esetén nagyon gyorsan a legközelebbi fára mászik.

## Megjelenése
A faj egyedeinek hossza elérheti az 1,5–2 m-t. Testének felső része sötét acélszürke, halványsárga vagy krémszínű sávokkal vagy foltokkal. Teste alsó része krémszínű. Álla és orr-része rendszerint határozott sárga-sötétszürke csíkozású. A faj egy másik színváltozata Queensland szövetségi államban fordul elő, ezeknek az egyedeknek teljes teste sötétszürke és sárga csíkozású. A tarka varánusz ujjain hosszú, erős karmok találhatók, amiknek a mászásban veszi hasznát. Nyelve hosszú, és a kígyókhoz hasonlóan elágazó. A varánusz az egyetlen gyíkféle, amelynek elágazó nyelve van.

## Táplálkozása
A tarka varánusz étrendje változatos, madarakat, rovarokat, madarak tojásait, más hüllőket és kisebb emlősöket tartalmaz. Hajlamos a döghús elfogyasztására is. Ha lehetősége adódik teleeszi magát, ezután akár hetekig kibírja élelem nélkül.

## Szaporodása
A tarka varánusz nősténye évente 6-12 tojást rak, rendszerint termeszbolyokba, különösen ha azok fák üregeiben vannak. A nőstény a termeszboly oldalába vájt lyukba helyezi tojásait, majd a termeszekre bízza a lyuk befoltozását. Egyes vélekedések szerint a nőstény tudja, hogy mikor kelnek ki a tojások, ezért ilyenkor visszatér a termeszbolyhoz, és karmaival bontja ki annak oldalát, hogy a kis gyíkok könnyedén kijuthassanak a szabadba.

## Mérgük
2005 végén a Melbourne-i Egyetem kutatói felfedezték, hogy az óriás varánusz (Varanus giganteus) és más varánuszfajok bizonyos mértékben mérgezőek lehetnek. Korábban úgy vélték, hogy harapásuk csak a gyík szájában lévő baktériumok miatt fertőző, de a melbourne-i kutatók bebizonyították, hogy a közvetlen hatást enyhe fokú mérgezés válthatja ki. Megfigyelték, hogy a tarka varánusz (Varanus varius), a komodói varánusz (V. komodoensis) és a Varanus scalaris (pettyes varánusz) harapása az emberi kézen hasonló hatást fejtett ki, a megharapott testrész gyors megduzzadását, a véralvadás helyi megszűnését, könyökig ható fájdalmat, egyes tünetek több óráig is megmaradtak.